# Comuna Malko Tărnovo, Burgas
Malko Tărnovo (în bulgară Малко Търново) este o comună în regiunea Burgas, Bulgaria. Are o suprafață de 783,67 km².

## Demografie
Componența etnică a obștinei Malko Tărnovo
     Romi (11,31%)
     Bulgari (76,5%)
     Nicio identificare (11,15%)
     Altele (1,55%)
La recensământul din 2011, populația comunei Malko Tărnovo era de 3.793 locuitori. Din punct de vedere etnic, majoritatea locuitorilor (76,5%) erau bulgari, cu o minoritate de romi (11,31%). Pentru 11,15% din locuitori nu este cunoscută apartenența etnică.